# Сирия: Русская буря
Сирия: Русская буря (на Западе известна как англ. Syrian Warfare) — компьютерная игра в жанре стратегии в реальном времени. Разработана и выпущена московской студией Cats Who Play 21 февраля 2017 года.

## Геймплей
Подчинённые игроку солдаты и техника переходят из миссии в миссию, повышая собственный опыт. Игрок сам подбирает состав основной команды и подкрепления для миссии, а также заведует распределением оружия. У игровой техники вместо здоровья присутствует деление на сектора, способные выйти из строя. Однако даже критические повреждения поддаются ремонту, благодаря чему можно захватывать вражескую технику.
Существует три типа зданий в игре, имеющих разный бонус к защите и стойкость к урону.
Сюжет игры придерживается официальной позиции российских и сирийских властей на происходящие события. В частности, в негативном свете выставлены иностранные СМИ и правозащитники, а в дневнике игрового героя есть поддержка политики действующего сирийского президента Башара Асада.
В дополнении были внесены изменения в ИИ через механику «умных зон», в оригинале также применялись скрипты.

### Стороны
- Сирийская Арабская Армия
- ВКС России в Сирии
- Морская пехота России
- боевики Фронта ан-Нусра
- боевики ИГИЛ

Играть можно только за САА. Кроме того, в некоторых миссиях игроку под контроль передаются части ВКС, ВДВ, ГРУ и морской пехоты РФ.

## Сюжет
Игра затрагивает два временных отрезка: лето — осень 2012 года, когда ССА внезапно атаковала Алеппо, и сентябрь 2015 — декабрь 2016, когда ИГИЛ дошло до мягкого подбрюшья САА в районе Пальмиры и Башар Асад попросил помощи у РФ, чтобы она помогла спасти его страну от болезненных поражений сразу с двух фронтов.
Основная кампания началась в 2012 году, вскоре после сирийской революции. Анвар, молодой капитан полиции, получает приглашение от своего командира отвезти его на окраину города, где у него назначена встреча. Прибыв на место происшествия, дуэт натыкается на группу вооруженных людей, которые стреляют в командира. Анвару удалось сбежать и вернуться в полицейский участок, когда в город начали стягиваться неизвестные боевики. Приняв командование имеющимися силами, Анвар организовал оборону города и эвакуацию его жителей.
Во время второй миссии Анвар и его боевая группа получают задание обезопасить важную дорогу, по которой проезжает множество гражданских автомобилей. Но окрестности начинают окружать повстанцы, которые пытаются перерезать эту линию связи. Отряд «Тигр» должен будет восстановить контроль над районом и позволить мирным жителям бежать и проехать военному конвою.
В своей третьей миссии отряд «Тигр» получает задание обезопасить окраину оккупированного повстанцами города.
В ходе четвертой операции отряд «Тигр» вошел в пригороды Дамаска, осажденные повстанцами, имеющими в своем распоряжении очень большие силы. Ситуация усугублялась тем, что многие мирные жители оставались запертыми в некоторых зданиях в оккупированной части города. Отряду «Тигр» предстоит восстановить контроль над территорией и спасти ее жителей.
Пятая миссия последовала за сбитым турецкими ВВС самолетом Су-24. Несмотря на то, что экипажу удалось катапультироваться, а российская армия направила на место происшествия спасательную группу, прибывшим в этот район боевикам удалось заманить их в ловушку. Подразделениям под командованием Анвара была поставлена задача спасти осажденные русские части.
Шестая миссия начинается с отправки специальной группы ГРУ, которой поручено проверить ликвидацию важной вражеской цели после авиаудара. Но когда выясняется, что цель выжила и закрепилась в хорошо защищенной промышленной зоне, решается привлечь сирийские силы для штурма комплекса.
Операция завершилась отвоеванием древнего города Пальмира, который был захвачен войсками ИГИЛ. Помимо отвоевания города, штурмовые отряды также должны будут обеспечить максимально возможное сохранение исторических памятников.

## История разработки
Разработчиком была компания Cats Who Play, созданная в 2005 году бывшими сотрудниками GFI Russia. Идея и сценарий принадлежат Виталию Шутову, проект возглавлял Дмитрий Бабкин. Замысел создать игру возник у разработчиков в октябре 2015 года после просмотра выложенного на YouTube-канале ассоциации ветеранов морской пехоты «Спутник» видеоролика «Russia works», основанного на видео из репортажей корреспондента ВГТРК Евгения Поддубного. Работа над проектом стартовала в декабре, за образец были взяты игры Warhammer: Dark Omen, Close Combat, Combat Mission, Противостояние и Company of Heroes.
В работе над проектом использовались находящиеся в открытом доступе документальные материалы и съёмки, создатели обошлись без приглашённых консультантов.
Cats Who Play пытались использовать в своём проекте игровой движок PathEngine, с создателями которого ранее сотрудничали во времена разработки игры «Три богатыря. Первая серия». Но на этот раз им было отказано в получении пробной версии.
По словам разработчиков, они хотели показать историю Сирийской войны через основные вехи: от начальных дней и до последних ярких побед над террором. В то же время сотрудники студии заявляли о том, что проект для нас это не игра, это принципиальная гражданская позиция.
Авторы отказывались раскрывать подробные источники финансирования, упоминая лишь о вложенных в проект собственных накоплениях, кредитах и деньгах из неигровой деятельности. Дополнение создавалось на вырученные от продажи игры средства. В озвучивании игры принял участие актёр Владислав Копп.
Игра была выпущена по программе Steam Greenlight, также деньги на неё собирались на краудфандинговом проекте Boomstarter (из заявленной суммы в 1 млн руб. было собрано 50,7 тыс. от 71 спонсора) и Indiegogo (неудачно). Из-за недостаточного финансирования разработчики не включили в игру мультиплеер, а также отказались от портирования на Mac OS и Linux.

## Релиз
Игра вышла 21 февраля 2017 года, незадолго до Дня защитника Отечества.
В марте 2017 года игра была на время заблокирована в Steam из-за жалобы на нарушение авторских прав Warfare, отправленной с одного из электронных почт GFI. При этом разработчики изначально обвинили Steam в блокировке по политическим причинам. После того, как GFI не подтвердила жалобу, доступ к игре был возвращён.
В апреле 2017 года Виталий Шутов сообщил о решении раздать через Steam 300 бесплатных ключей от неё для жителей США. Акция была приурочена к обстрелу США сирийской авиабазы Эш-Шайрат.
30 октября 2017 года вышло DLC «Возвращение в Пальмиру». Рассматривались и альтернативные варианты: первые бои подразделения «Тигры», оборона Квайреса и осада Алеппо.
22 октября 2018 года вышло DLC «Поля сражений». Включает в себя новые миссии, посвящённые деблокаде авиабазы Кувейрис в 2015 году и событиям в Восточной Гуте 2018 года. Также она даёт доступ к редактору, документации и игровым ресурсам. Возможна публикация и запуск собственных миссий и кампаний в Steam Workshop.

## Отзывы прессы
| Русскоязычные издания | Русскоязычные издания |
| Издание               | Оценка                |
| --------------------- | --------------------- |
| Игры@mail.ru          | 8,0/10                |
| Zone of Games         | 6,0/10                |
| Gmbox.ru              | 8,4/10                |
| Riot Pixels           | 7,7/10                |

Игра вызвала неоднозначную реакцию среди представителей западной прессы и правозащитных организаций, а также простых пользователей. Хотя разработчики жаловались на недостаточное освещение проекта со стороны представителей игровой журналистики, Syrian Warfare удостоилась упоминания в программе государственного телеканала «Россия 24».
Игровой портал games.mail.ru включил игру «Сирия: Русская буря» в список лучших игр месяца (март 2017). Позже они написали рецензию, где высоко (8.0 из 10) оценили проект. Тем не менее был отмечен и основной, по мнению автора рецензии, недостаток — излишняя сложность, которая отпугивает потенциальную аудиторию.
Руководитель благотворительной британской организации Syria Solidarity UK Марк Бутройд обвинил российских разработчиков в помощи террористам. Как считает Марк, авторы стратегии «Сирия: Русская буря» неверно отражают в своей игре реальные события и пропагандируют экстремизм, насилие и убийства мирных жителей.
Игровой портал games.mail.ru обратил внимание уже на дополнение и пофантазировал на тему возможных сюжетов развития событий в игре.
Обозреватель «Riot Pixels» Cyberswine в двойной рецензии на игру и дополнение к ней оценил их на 77 процентов из 100 возможных. В обзоре к положительным сторонам были отнесены реализм, внимание к деталям и игровая кампания, в то же время была упомянута слабая графика, отсутствие мультиплеера и наличие ряда багов.
Шон Кутюр в своей рецензии на портале «Wargamer» отметил, что несмотря на некоторые огрехи, свойственные играм подобного жанра конца 2000-х годов, Syrian Warfare вышла вполне достойной для своего скромного бюджета.
Ресурс IndieDB подвел итоги Топ-10 инди-игр 2017 года, и «Сирия: Русская буря» (Syrian Warfare) заняла 9-е место.
В ходе голосования за лучшую стратегическую игру 2017 года на портале Riot Pixels «Сирия: Русская буря» (Syrian Warfare) заняла 3-е место, а дополнение «Возвращение в Пальмиру» — 2-е место.

## Продажи
К осени 2017 года было продано 23 тыс. копий игры. По финансовым показателям первое место занимала Европа (29 % местных продаж приходилось на Германию), далее шли Россия и США. По числу проданных копий первой была Россия, потом Германия.
К весне 2024 было продано 200 тыс. копий, игру чаще всего приобретали в Китае (около 40 % от всех продаж).